# Gladiolus watsonius
Gladiolus watsonius är en irisväxtart som beskrevs av Carl Peter Thunberg. Gladiolus watsonius ingår i släktet sabelliljor, och familjen irisväxter. Inga underarter finns listade i Catalogue of Life.

## Bildgalleri

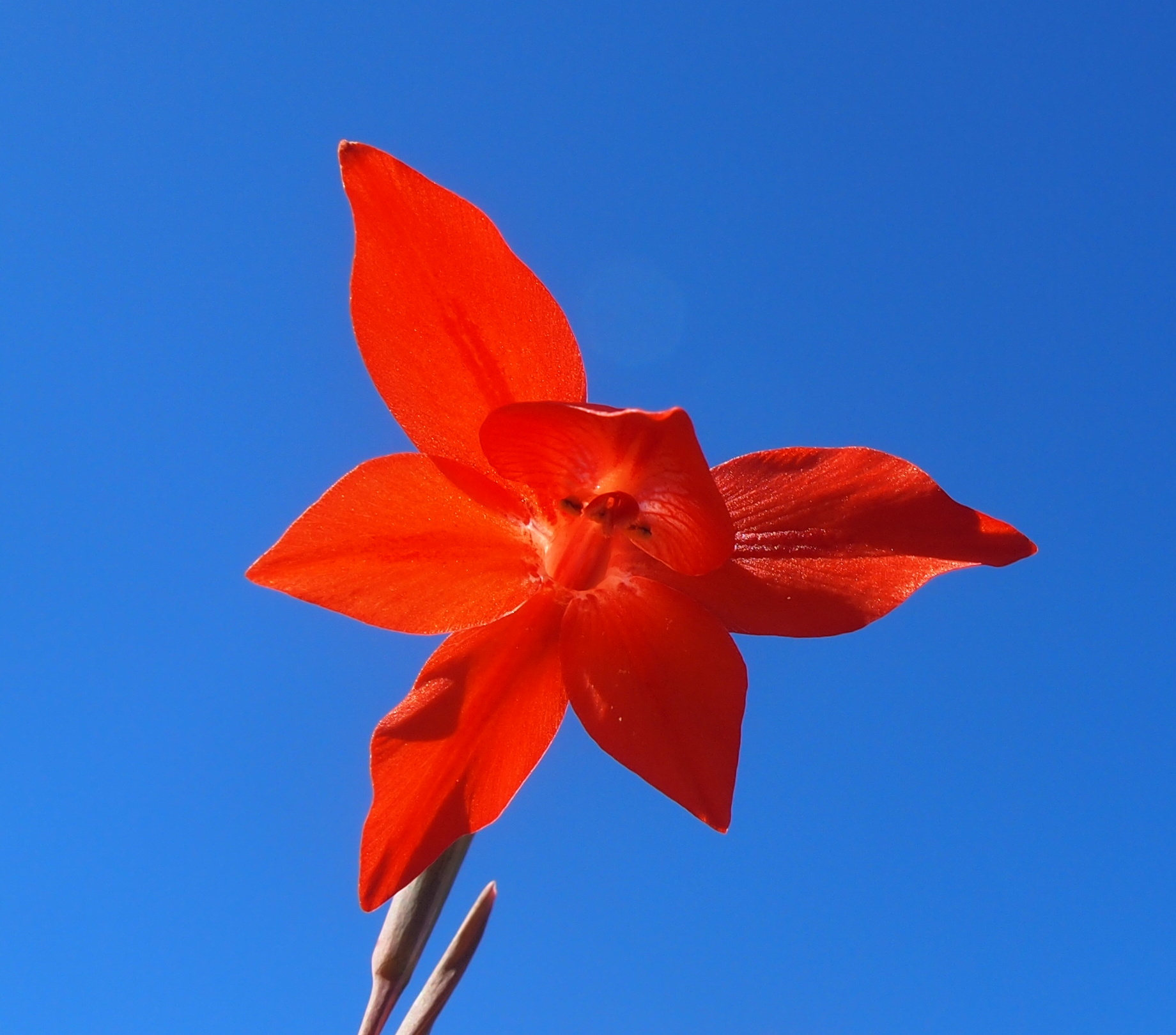
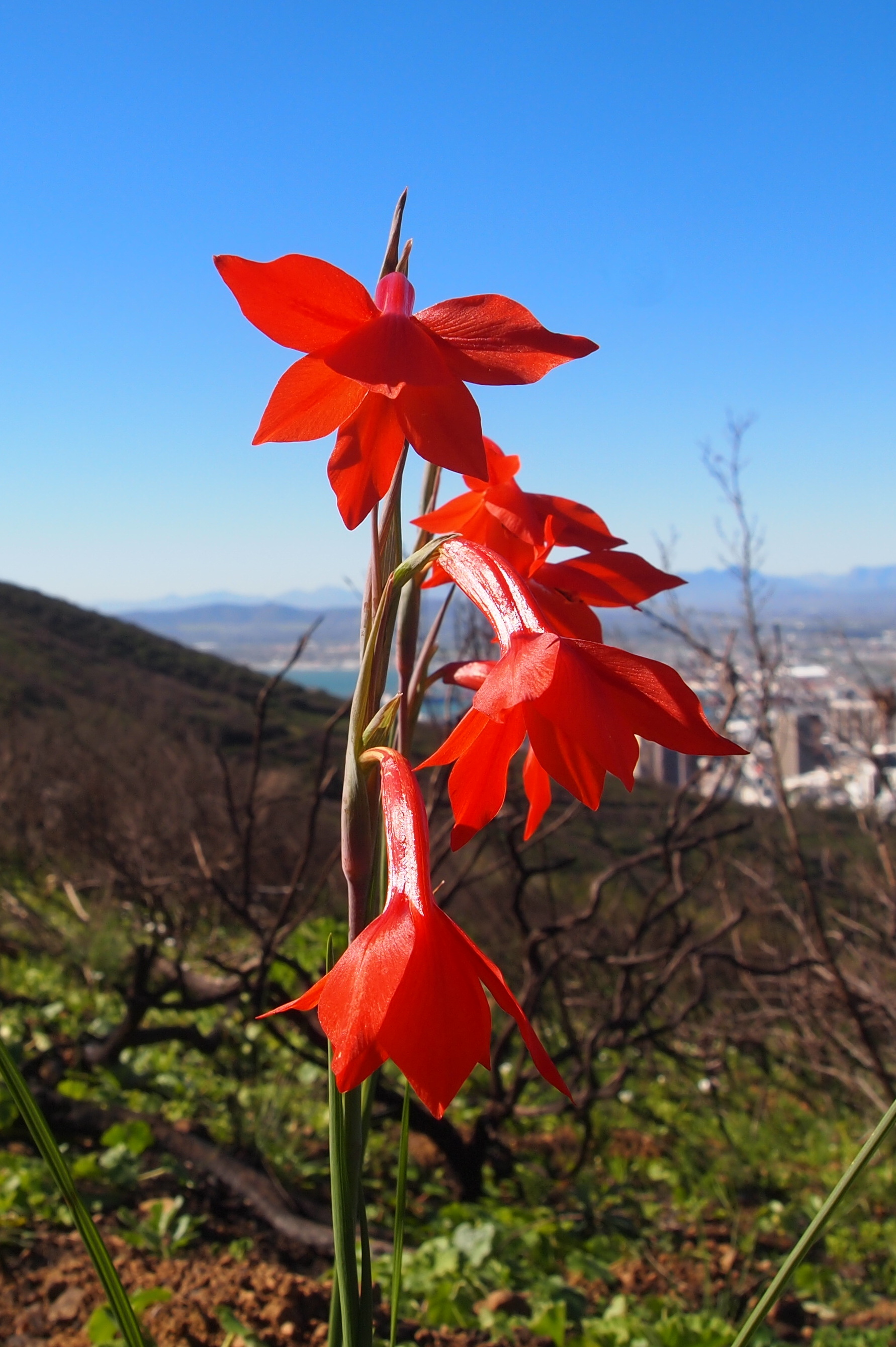